# Solberga församling, Lunds stift
Solberga församling var en församling i Lunds stift och i Skurups kommun. Församlingen uppgick 2002 i Villie församling.

## Administrativ historik
Solberga församling har medeltida ursprung. 
Församlingen var till 1 maj 1932 moderförsamling i pastoratet Solberga och Hassle-Bösarp för att därefter vara annexförsamling i pastoratet Skurup, Hassle-Bösarp och Solberga. Från 1962 till 2002 var den annexförsamling i pastoratet Villie, Örsjö, Slimminge, Solberga och Katslösa. Församlingen uppgick 2002 i Villie församling.

## Kyrkor
- Solberga kyrka